# РЕД (зупинний пункт)
РЕД (Ремонтно-екіпірувальне депо, також 24 км — зупинний пункт Донецької дирекції Донецької залізниці на лінії Донецьк — Покровськ між станціями Донецьк (5 км) та Авдіївка (9 км). Розташований на сході села Спартак Донецького району Донецької області.
Платформа зупинного пункту вигнута, розташована на захід від колії. На платформі розташовано невеликий пасажирський павільйон. На захід від платформи розташований сільській цвинтар, а на схід — ремонтно-екіпірувальне депо.
Через військову агресію Росії на сході Україні транспортне сполучення припинене.
За інформацією від місцевих мешканців станом на осінь 2015 року колійний розвиток прилеглого залізничного депо практично повністю розібраний на металобрухт бойовиками та їх прибічниками[неавторитетне джерело].